# Соколово (Бургасская область)
Соколово (болг. Соколово) — село в Бургасской области Болгарии. Входит в состав общины Карнобат. Находится примерно в 7 км к востоку от центра города Карнобат и примерно в 38 км к северо-западу от центра города Бургас. По данным переписи населения 2011 года, в селе  проживало 294 человека.

## Население
| Год     | 1934 | 1946 | 1956 | 1965 | 1975 | 1985 | 1992 | 2001 | 2011 |
| ------- | ---- | ---- | ---- | ---- | ---- | ---- | ---- | ---- | ---- |
| Жителей | 841  | 853  | 813  | 654  | 532  | 446  | 402  | 349  | 294  |

| Национальность  | Человек | Процент |
| --------------- | ------- | ------- |
| болгары         | 142     | 48,63%  |
| турки           | 123     | 42,12%  |
| цыгане          | 16      | 5,48%   |
| не определились | 11      | 3,77%   |
| Всего ответов   | 292     |         |

|  |